# Апотема
Апотема (енгл. Apothem) је простор у геометријским фигурама, најчешће 
пирамиди или призми, који означава висину странице њиховог омотача (M). Број апотеме може бити од великог значаја за одређивање површине или запремине пирамиде или неког другог геометријског тела.